# 帽蕊草
帽蕊草（学名：Mitrastemon yamamotoi），为帽蕊草科帽蕊草属下的一个植物种。